# Virtasaari (ö i Norra Savolax, Kuopio, lat 63,32, long 28,19)
Virtasaari är en ö i Finland. Den ligger i sjön Ala-Nurmes och i kommunen Kuopio i den ekonomiska regionen  Kuopio ekonomiska region  och landskapet Norra Savolax, i den centrala delen av landet, 400 km nordost om huvudstaden Helsingfors. Öns area är 0,8 hektar och dess största längd är 150 meter i nord-sydlig riktning.